# 凯凯德
凯凯德，是匈牙利包尔绍德-奥包乌伊-曾普伦州所辖的一个村。总面积13.05平方公里，总人口183，人口密度14.0人/平方公里（2011年1月1日）。